# Liste der Kulturdenkmäler in Brieden
In der Liste der Kulturdenkmäler in Brieden sind alle Kulturdenkmäler der rheinland-pfälzischen Ortsgemeinde Brieden aufgeführt. Grundlage ist die Denkmalliste des Landes Rheinland-Pfalz (Stand: 21. September 2023).

## Einzeldenkmäler
| Bezeichnung                   | Lage                                | Baujahr                   | Beschreibung | Bild |
| ----------------------------- | ----------------------------------- | ------------------------- | --- | ---- |
| Katholische Kirche St. Joseph | Gartenstraße 4 Lage                 | 1698                      | kleiner barocker Saalbau, 1698; Glasmalerei, 1699 | BW   |
| Wegekreuz                     | Gartenstraße, Ecke Kirchstraße Lage | 1723                      | Wegekreuz, Basalt, bezeichnet 1723 | BW   |
| Wegekapelle                   | Hauptstraße, gegenüber Nr. 6 Lage   |                           | Wegekapelle, Putzbau | BW   |
| Wohnhaus                      | Hauptstraße 22 Lage                 | Ende des 19. Jahrhunderts | Fachwerkhaus, teilweise massiv, Ende des 19. Jahrhunderts; bauliche Gesamtanlage mit Garten                                                                        | BW   |
| Hofanlage                     | Hauptstraße 28 Lage                 | 16. Jahrhundert           | Hofanlage; Wohnhaus bezeichnet 1849, im Kern wohl älter (16. Jahrhundert?), rückseitig bezeichnet 1704, Fachwerk-Ökonomie, Ende des 19. Jahrhunderts; Gesamtanlage | BW   |
| Skulptur                      | Hauptstraße, an Nr. 36 Lage         | 18. Jahrhundert           | Basaltskulptur einer Äbtissin, 18. Jahrhundert | BW   |
| Wegekreuz                     | südlich des Ortes an der K 30 Lage  | 1730                      | Wegekreuz, Basalt, bezeichnet 1730 | BW   |